# اسکینگ الکزندریا
اسکینگ الکزندریا (به انگلیسی: Asking Alexandria) یک گروه متال‌کور انگلستانی از یورک، شمال یورکشایر است که در سال ۲۰۰۸ تشکیل شد. گروه توسط بن بروس اول در دبی ساخته شد و سپس با برگشت بروس به انگلستان گروه با اعضای جدید شروع به کار کرد. اعضای فعلی گروه دنی ورسناپ (خواننده اصلی)، بن بروس (لید گیتار)، کمرون لیدل (گیتار ریتم)، سم بتلی (گیتا بیس)، جیمز کسلز (درامز) هستند. گروه تا به حال ۳ آلبوم استادیویی منتشر کرده‌است و در حال آماده کردن آلبوم چهارم خود هستند.

## تاریخچه
۲۰۰۹–۲۰۰۶: ریشه، تشکیل، بلند شو و فریاد بزن
بن بروس، لید گیتاریست و خواننده پشتیبان گروه در اصل گروه خود را در دبی، ایالات متحده عربستان در سال ۲۰۰۶ تشکیل داد. گروه در سال ۲۰۰۸ یک آلبوم با نام The Irony of Your Perfection منتشر کردند. بروس بعد از مدتی متوجه شد که وی نمی‌تواند در دبی به موفقیت جهانی برسد. به همین دلیل به انگلستان بازگشت و با اعضای فعلی گروه شروع به کار کرد.
در اوایل گروه شامل شش عضو بود. در همان سال رایان بینز (سینث‌سایزر) گروه را ترک کرد و در ژانویه ۲۰۰۹ جو لنکستر (گیتار بیس) نیز گروه را ترک کرد و بعد مدتی عضو گروه دیگری شد. سم بتلی به عنوان جایگزین لنکستر به گروه اضافه شد.
بروس تصمیم گرفت که اسم اصلی گروه را تغییر ندهد. او در چندین مصاحبه ذکر کرد «خیلی از گروه‌ها واقعاً اسم‌های بدردنخوری دارند. من می‌خواستم متفاوت باشیم. برای همین از اسم الکزندریا استفاده کردم» اما او هیچ وقت دلیل انتخاب «اسکینگ» را ذکر نکرد.
آلبوم بلند شو و فریاد بزن (Stand Up and Scream) در بهار سال ۲۰۰۹ ضبط شد. گروه پس از قرارداد بستن با سومریان ریکوردز آلبوم اول خود را در سپتامبر سال ۲۰۰۹ به‌طور رسمی منتشر کرد.

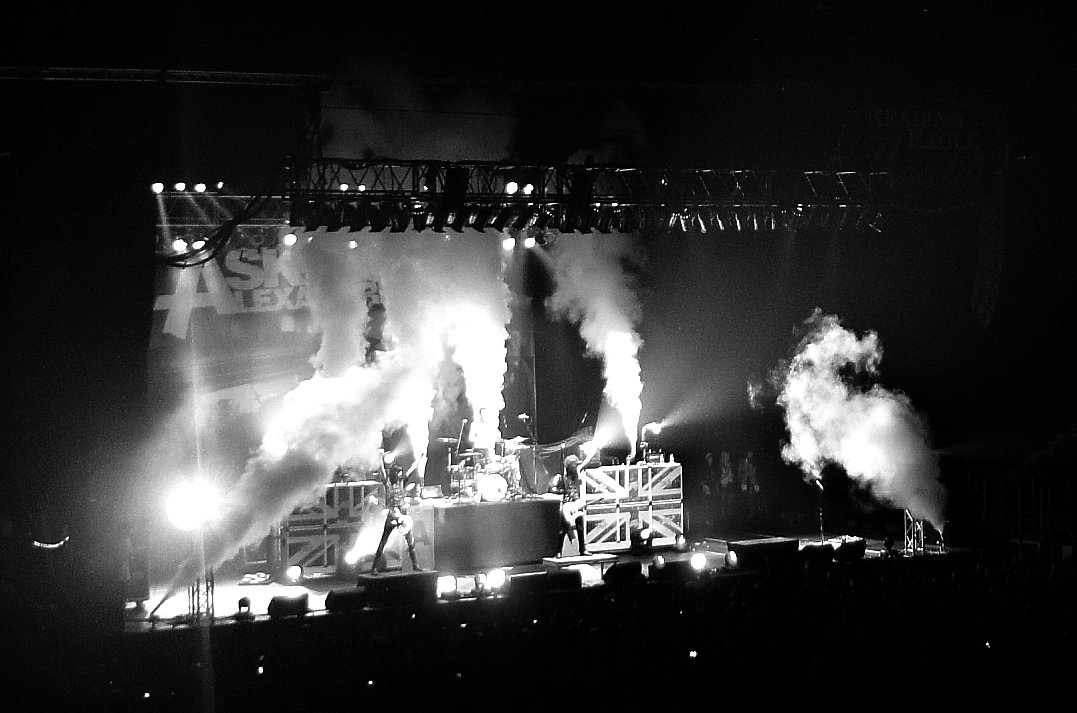
اسکینگ الکزندریا درحال اجرا در نوامبر ۲۰۱۱».

## ۲۰۱۲–۲۰۱۰: بی پروا و بی‌امان
گروه اعلام کرد که مینی آلبوم آن‌ها با نام Life Gone Wild به همراه یک آهنگ جدید با نام Breathless برای دانلود و خرید در Hot Topic در تاریخ ۲۱ دسامبر سال ۲۰۱۰ موجود خواهد بود. همچنین در ژانویه سال ۲۰۱۱ گروه آلبومی از ریمیکس‌های آهنگ‌های آلبوم اول و دوم خود منتشر کرد. آلبوم دوم آن‌ها با نام بی پروا و بی‌امان (Reckless and Relentless) در چهارم آوریل سال ۲۰۱۱ به‌طور رسمی منتشر شد. در ۱ می ۲۰۱۲ گروه تریلر فیلم کوتاه خود با نام بواسطه گناه + نابودی نفس (Through Sin + Self Destruction) منتشر کرد و در ۱۵ می همان سال فیلم به صورت رسمی منتشر شد. در این فیلم به حقایق زندگی راک استارهای دوره جدید اشاره می‌شد و شامل موزیک ویدئو آهنگ‌های Reckless and Relentless, To the Stage و Dear Insanity بود.
در ۱۳ آگست سال ۲۰۱۲ گروه اعلام کرد که سینگل جدید آن‌ها آزادانه بدو (Run Free) نام دارد که به صورت رایگان برای دانلود قرار گرفت.
در ۳ نوامبر سال ۲۰۱۲ گروه اعلام کرد که مینی آلبوم جدید آن‌ها با نام Under the Influence: A Tribute to the Legends of Hard Rock توسط Revolver Magazine منتشر شده‌است.
در ۲ دسامبر سال ۲۰۱۲ گروه درحالی که از کلیولند به شیکاگو برای کنسرت خود می‌رفتند دچار سانحه‌ای شدند. هیچ صدمه‌ای به کسی نرسید اما اتوبوس گروه به شدت خسارت دیده بود.
در ۹ دسامبر سال ۲۰۱۲، در تور the Monster Energy Outbreak، دنی ورسناپ اعلام کرد که به صدایش آسیب رسیده است و نمی‌تواند اجرا کند اما دوستان او از گروه‌های Attila و I See Stars به جای وی می‌خواندند تا زمانی که وی بتواند به سلامت صدای خود دست یابد. در ۷ ژانویه سال ۲۰۱۳، بعد از چک آپ او مجبور شد تا زمان استراحت خود را بیشتر کند تا سلامت صدایش بازگردد.

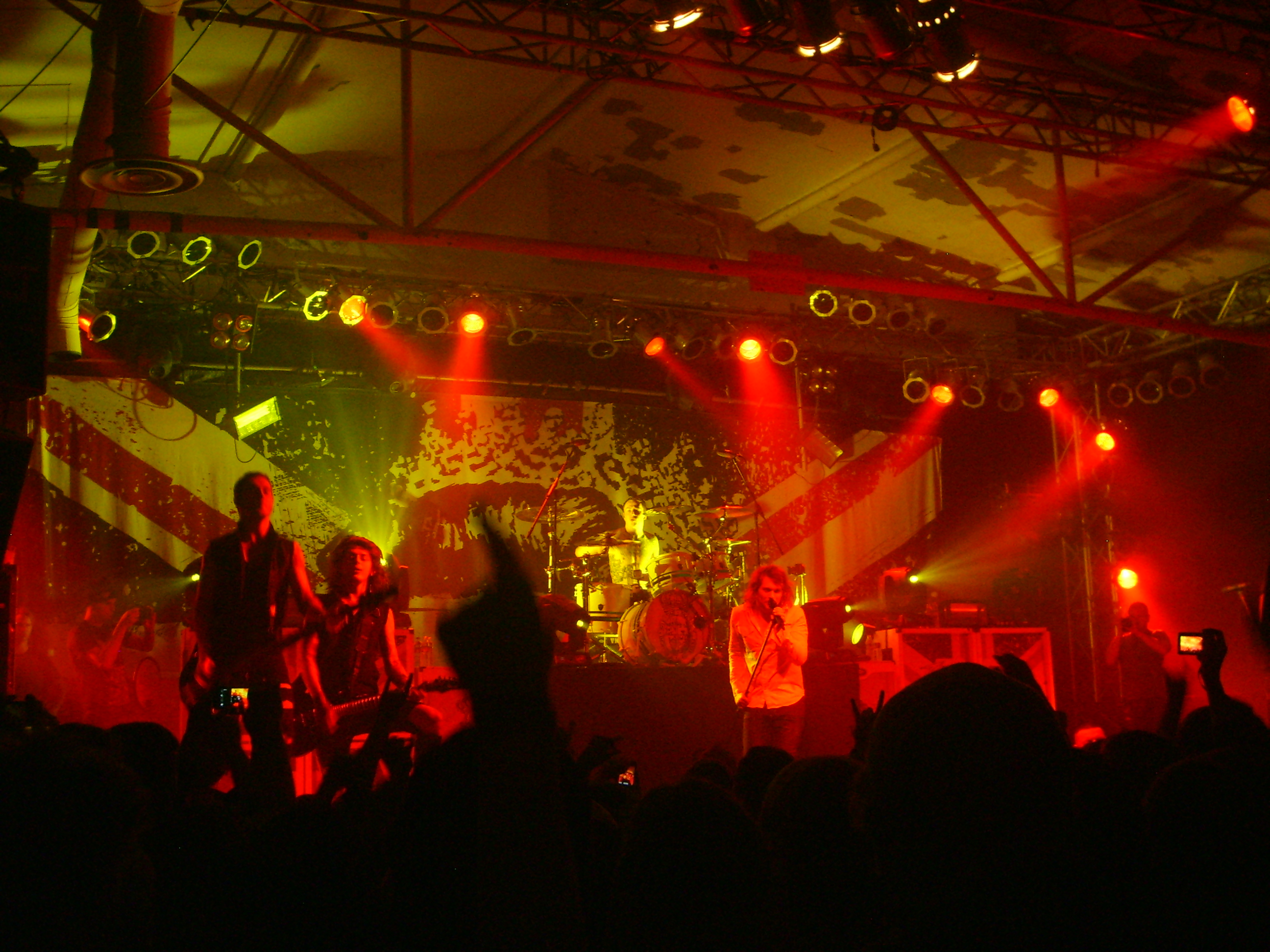
اسکینگ الکزندریا در سال ۲۰۱۳».

## ۲۰۱۴–۲۰۱۳: از مرگ تا سرنوشت
در ۲۸ فوریه سال ۲۰۱۳، ورسناپ اعلام کرد که برای ضبط آلبوم سوم وارد استادیو شده‌اند. در ۳ مارچ ۲۰۱۳، ورسناپ یک ویدئو در اینستاگرام خود پست کرد و اعلام کرد که ترکلیست آلبوم جدید کامل شده‌است.
نام آلبوم سوم گروه، از مرگ تا سرنوشت (From Death to Destiny)است. گروه سینگل جدید خود با نام The Death of Me در ۲۸ مارچ سال ۲۰۱۳ در کانال یوتوب سومریان ریکوردز منتشر کرد. در ۲۲ ژوئیه سال ۲۰۱۳ موزیک ویدئو ورژن Rock Mix از آهنگ The Death of Me منتشر شد. آلبوم در ۶ آگست سال ۲۰۱۳ منتشر شد و پرفروش‌ترین آلبوم آن‌ها شد.
در ۶ نوامبر سال ۲۰۱۳ موزیک ویدئو چهامین سنیگل آلبوم سوم خود با نام Killing You را منتشر کردند.

## ۲۰۱۵-حال: جدایی ورسناپ وآلبوم سیاه
در ۲۲ ژانویه سال ۲۰۱۵، ورسناپ اعلام کرد که گروه را ترک کرده‌است. او ذکر کرد که این تصمیم برای موفقیت اسکینگ الکزندریا است و همچنین او تصمیم به متمرکز شدن بر روی گروه جدیدش We Are Harlot را داشت. همچنین بن بروس اعلام کرد که گروه در حال کار کردن بر روی آلبوم چهارم خود است و در وارپِد تور سال ۲۰۱۵ به همراه وکالیست جدیدشان اجراهایی را خواهند داشت.
در ۲۶ می سال ۲۰۱۵، گروه اعلام کرد که دنیز شافوروستو (از گروه اکراینی Make Me Famous) وکالیست جدید گروه است و همچنین سینگل جدید خود به اسم I Wont Give In با خوانندگی وکالیست جدید منتشر کردند. گروه اول شافوروستو شباهت زیادی به اسکینگ الکزندریا داشت و همچنین شافوروستو در صفحهٔ یوتوب خود چندین آهنگ از اسکینگ الکزندریا را بازخوانی کرده بود.
وقتی از بروس پرسیده شده بود که آیا شخص دیگری را به عنوان وکالیست جدید اسکینگ الکزندریا در نظر دارد وی گفته بود «دنیز باید وکالیست جدید باشد» و همچنین گفت که رنج صدای شافوروستو قوی تر از ورسناپ است و می‌تواند آهنگ هایشان را بهتر به صورت زنده اجرا کند. ورسناپ جز افرادی بود که به شافوروستو الهام برای شروع موسیقی را داده بود. اما شافوروستو اعلام کرد که سعی ندارد که شبیه ورسناپ باشد.
گروه به همراه شافوروستو در فستیوال‌های Rock Am Ring و Rock Im Park در سال ۲۰۱۵ اولین اجراهای خود را داشت.
در اواخر دسامبر ۲۰۱۵ گروه اعلام کرد که نام آلبوم چهارم آن‌ها سیاه خواهد بود. این آلبوم در مارس ۲۰۱۶ منتشر شد. همچنین این اولین آلبوم گروه با شافوروستو بود.

## ۲۰۱۶-۲۰۱۸:جدایی شافوروستو، آلبوم پنجم با نام اسکینگ الکزاندریا و برگشت دنی ورسناپ
البوم جدید آن ها اسکینگ الکزندریااست. در ۲۱ اکتبر ۲۰۱۶ گروه اعلام کرد که شافوروستو گروه را ترک کرده‌است. بروس گفت: «ما به دنیز زنگ می‌زدیم و ایمیل می‌زدیم اما هیچ جوابی نمی‌گرفتیم. بعد از مدتی دنیز جوابمان را با گفتن 'اسکینگ الکزندریا وجود ندارد و شما به من بدهکار هستید' داد. ما واقعاً نمیدونستیم باید چکار کنیم. حتی نزدیک بود گروه را ترک کنیم.». بروس همچنین اعلام کرد که دنی ورسناپ باری دیگر به گروه بازگشته است و گروه باری دیگر با اعضای اصلی خود فعالیت خواهد کرد. بهترین قطعه های آلبوم جدید alone in the room و into the fire هستند.

## سبک موزیک و الهام دهنده‌ها
سبک اصلی گروه متال‌کور، الکترونیکور و هوی متال است. ورسناپ گفته بود که الهام دهنده‌های بزرگ او گروه اروسمیث است. او می‌گوید «چند وقت به یک بار یادم میره که اروسمیث چقدر بی عیب هستند؛ و بعد آهنگ‌های گروه را گوش می‌دهم و و روحم زنده می‌شود. اونا الهام دهنده‌های همیشگی من هستند». ورسنوپ و بروس اعلام کرده‌اند که راک و متال دهه ۸۰ بسیار برای آن‌ها الهام بخش است.
در یک مصاحبه، کمرون لیدل اعلام کرده‌است که الهام دهنده‌های وی گروه‌هایی مثل اسلیپ‌نات و گانز ان رزز هستند. وی همچنین ذکر کرد که او و جیمز کسلز علاقه‌مند به گروه‌های هاردکور هستند.
بن بروس در چندین مصاحبه اعلام کرده‌است که الهام دهنده‌های او آرتیست‌هایی مثل بیتلز، اسلیپ‌نات، متالیکا، بلینک-۱۸۲ و آزی آزبورن هستند.
بروس گفته بود که لیریک‌های آلبوم اول گروه احمقانه و بی‌معنی به همراه کلمات بد بود و گروه تصمیم گرفته بود که در آلبوم دوم خود لیریک‌هایی با معنی بهتر داشته باشد. او گفت که آلبوم سومشان با معنی‌ترین آلبوم آن‌ها بوده‌است.

## اعضای گروه
اعضای فعلی
دنی ورسناپ - خواننده (۲۰۰۸–۲۰۱۵، ۲۰۱۶-اکنون)، کیبورد (۲۰۰۹–۲۰۱۶٬۲۰۱۵-اکنون)
بن بروس - لید گیتار، خواننده پشتیبان (۲۰۰۸ تاکنون)
جیمز کسلز - درامز (۲۰۰۸ تاکنون)
کمرون لیدل - گیتار ریتم (۲۰۰۸ تاکنون)
سم بتلی - گیتار بیس (۲۰۰۹ تاکنون)

## اعضای پیشین
رایان بینز - کیبورد، سینث‌سایزر (۲۰۰۸)
جو لنکستر - گیتار بیس (۲۰۰۸–۲۰۰۹)
دنیز شافوروستو - خواننده (۲۰۱۵–۲۰۱۶)

## آلبوم شناسی
- بلند شو و فریاد بزن (۲۰۰۹)
- بی پروا و بی‌امان (۲۰۱۱)
- از مرگ تا سرنوشت (۲۰۱۳)
- سیاه (۲۰۱۶)
- اسکینک الکزندریا (۲۰۱۷)

## موزیک ویدئوها
| Year | Title                                                                      | Director                | Link             |  |
| ---- | -------------------------------------------------------------------------- | ----------------------- | ---------------- |  |
| 2009 | "The Final Episode (Let's Change the Channel)"                             | Robby Starbuck          |                  |  |
| 2010 | "A Prophecy"                                                               | Robby Starbuck          |                  |  |
| 2010 | "If You Can't Ride Two Horses at Once... You Should Get Out of the Circus" | Nicholas Scott Chiasson |                  |  |
| 2011 | "Closure"                                                                  | Thunder Down Country    |                  |  |
| 2011 | "To the Stage"                                                             | Frankie Nasso           |                  |  |
| 2011 | "Not the American Average"                                                 | Frankie Nasso           |                  |  |
| 2012 | "Reckless & Relentless"                                                    | Frankie Nasso           |                  |  |
| 2012 | "Dear Insanity"                                                            | Frankie Nasso           |                  |  |
| 2012 | "Breathless"                                                               | Frankie Nasso           |                  |  |
| 2013 | "The Death of Me" (Rock mix)                                               | Frankie Nasso           |                  |  |
| 2013 | "Run Free"                                                                 | Unknown                 |                  |  |
| 2013 | "Killing You"                                                              | Frankie Nasso           |                  |  |
| 2014 | "To The Stage"                                                             | Unknown                 |                  |  |
| 2014 | "Moving On"                                                                | Unknown                 |                  |  |
| 2015 | "I Won't Give In"                                                          | Steven Contreras        |                  |  |
| 2015 | 2016                                                                       | "The Black"             | Ramon Boutviseth |  |
| 2016 | 2016                                                                       | "Let it Sleep"          | Ramon Boutviseth |  |
| 2016 | 2016                                                                       | "Here I Am"             | Unknown          |  |